# Drepanogynis serrifasciaria
Drepanogynis serrifasciaria är en fjärilsart som beskrevs av Herrich-Schäffer 1858. Drepanogynis serrifasciaria ingår i släktet Drepanogynis och familjen mätare. Inga underarter finns listade i Catalogue of Life.